# Bestøvning
Bestøvning er overførsel af pollen fra en støvdrager på én plante til støvfanget på en anden – altså fra han til hun. På støvfanget kan pollenkornet spire og sende et pollenrør ned gennem griflen til frøanlæggene. Undervejs ernæres det voksende pollenrør af den modtagende plantes væv. Gennem pollenrøret vandrer de to sædceller fra pollenkornet. Befrugtningen sker når sædcellerne smelter sammen med henholdsvis ægcellen og de såkaldte polkerner i frøanlægget – ved det som kaldes Angiospermernes dobbeltbefrugtning.

## Bestøvningsmetoder
Sporebærende planter og nåletræerne baserer deres succes i bestøvningen på massevirkning, hvor millioner af sporer eller pollenkorn spredes og føres vidt omkring med vinden. Først da blomsterplanterne opstod, og samvirket med insekterne blev skabt, opnåede planterne en mere præcis bestøvning. Bestøvning er vigtig for planterne, for det er på den måde, den næste generation bliver dannet. Både planter og insekter har i løbet af de mange millioner år forfinet samarbejdet, sådan at der skal præsteres færre og færre pollenkorn for at få gennemført en vellykket bestøvning. Den seneste udvikling ad denne vej ses hos orkidéerne, som nu ofte er knyttet til en enkelt insektart. Se også Xenie.

## Bestøvertyper
- Entomofili: bestøvning ved insekter
  - Bibestøvning på Solsikke
  - Bestøvning af orkidéen Angraecum sesquipedale (Darwins orkidé) på Madagaskar foretages af en stærkt specialiseret natsværmer, Xanthopan morgani, som har en 30 cm lang snabel.
  - Biller bestøver Palmebregne
- Zoofili: bestøvning ved store dyr som fugle eller flagermus
  - Kolibri
- Anemofili: bestøvning ved vind
  - Meget almindelig hos græsser
  - Ægte Kastanje
  - Nåletræer
- Hydrofili: bestøvning ved vand
  - Ålegræs

## Specielle bestøvningsformer
For at tiltrække bestøvere har nogle blomster som f.eks. Potentil en mørkere midte, der kun kan opdages under ultraviolet lys, som insekterne kan se. Der kan også være mønstre i kronbladene, såkaldte nektarlinjer. Visse grupper af blomsterplanter har dog udviklet sig bort fra insektbestøvningen og er gået over til vind- eller vandbestøvning. Som eksempler kan nævnes græsserne (jf. Almindelig Rug (Secale cereale), der drær) eller rakleplanterne (Pil (Salix), Poppel (Populus), Bøg (Fagus), Hassel (Corylus) osv.)

## Selvbestøvning
Bestøvningen er et led i den kønnede formering, og planterne har udviklet mange mekanismer til at forhindre selvbestøvning:
- forskudt dannelse af hanlige og hunlige dele af blomsten
- dannelse af to racer med forskellig længde på de hanlige og hunlige dele
- men mest af alt: kemisk eller fysisk forhindring af, at eget pollen spirer ned gennem griflen. Disse arrangementer skaber en øget sikkerhed for, at der hele tiden sker en ny opblanding i arvematerialet, så planterne undgår problemer ved indavl. Omvendt giver det besvær i forbindelse med frugtavl, hvor langt de fleste sorter af æbler, pærer, blommer osv. er fremmedbestøvede. Der må altså plantes mindst to forskellige sorter inden for insekternes flyveradius på ca. 50 m.

## Miljøproblemer
Bestøvning af afgrøder er blevet en miljøsag på grund af to modsatrettede udviklingsforløb. Tendensen til at dyrke monokulturer betyder, at der kræves et større antal af bestøvere i blomstringstiden end nogensinde før, og dog er området fattigt på næring eller ligefrem livsfarligt for bier resten af sæsonen. Den anden tendens er nedgangen i bestøvernes antal på grund af forkert eller overdreven brug af pesticider, nye sygdomme og snyltere hos bier, skovrydning, nedgang i antallet af biavlere, urbanisering, nedlæggelse af levende hegn og andre biotoper i landskabet og folks skræk for ”bier” (der som oftest er Hvepse). Omfattende flysprøjtning mod myg på grund af faren for malaria har fremskyndet tabet af bestøvere.

## Eksterne link
Biplantekalender 1999 fra Dansk Biavlerforening Arkiveret 13. april 2005 hos  Wayback Machine